# 삼성 사가
삼성 사가(Samsung Company Songs)은 삼성이 1993년에 출시한 노래다.

## 삼성그룹 사가-우리의 노래
우리 모두 사랑으로 하나가 되어
인류행복 실현하는 큰 뜻을 품고
지혜와 용기를 한데 모아서
미래의 꿈 펼치자 우리는 한가족
아 삼성 삼성 언제나 높이 솟아 오르자
아 삼성 삼성 온누리 밝히는 빛이 되리라